# Muhammad Essa
Pour les articles homonymes, voir Essa.
Muhammad Essa est un joueur de football international pakistanais reconverti entraîneur. Il évolue au poste d'attaquant.

## Biographie
Muhammad Essa reçoit sa 1re sélection en équipe du Pakistan lors de l'année 2000. Il inscrit deux buts lors de l'AFC Challenge Cup 2006 : contre le Kirghizistan et contre Macao.
Il est l'entraîneur adjoint du Pakistan depuis 2018.

## Palmarès
- Vainqueur des Jeux d'Asie du Sud en 2004 et 2006 avec l'équipe du Pakistan
- Vainqueur de la Pakistan National Football Challenge Cup en 2003 avec le PTCL FC